# НеАнгелы
НеАнгелы (НЕАНГЕЛЫ) — украинская музыкальная поп-группа, основанная продюсером Юрием Никитиным в 2006 году. После спада популярности группы «ВИА Гра» на украинской музыкальной сцене возникла потребность в женском поп-коллективе, исполняющем песни на русском языке для большей ротации. В проект, получивший название «НеАнгелы», Юрий Никитин пригласил Славу Каминскую и Викторию Смеюху, которые оставались бессменными участницами группы вплоть до её распада. Отличительной особенностью «НеАнгелов» являлись низкие голоса вокалисток, что породило в СМИ и обществе слухи о том, что вместо девушек поют мужчины, и что сами участницы коллектива являются транссексуалами.
В 2006 году «НеАнгелы» дебютировали с синглами «Ты из тех самых» и «Юра, прости», которые пользовались популярностью на радиостанциях. В конце того же года вышел дебютный альбом группы «Номер один», который разошёлся тиражом в 50 000 экземпляров и получил статус «золотого». В 2013 году состоялся релиз второй пластинки коллектива под названием «Роман», заглавная песня которой имела весомый успех в хит-парадах Украины и России и стала одной из самых успешных композиций в дискографии группы. Другие синглы из этого альбома, такие как «Твоя», «Киев-Москва», «Сирень» (дуэт с группой A-Dessa) и «Знаешь», находились в широкой ротации на украинских радиостанциях и музыкальных телеканалах. В 2016 году группа выпустила песню «Серёжа», клип на которую за месяц набрал более двух миллионов просмотров на видеохостинге YouTube. Коллектив успешно гастролировал по городам Украины с различными концертными программами, которые, в частности, включали в себя выступления на крупных концертных площадках, включая «Дворец спорта» и Национальный дворец искусств «Украина».
«НеАнгелы» неоднократно номинировались на украинские музыкальные премии YUNA и M1 Music Awards в категории «Лучшая группа». Участницы коллектива принимали участие в фотосессиях для ряда мужских журналов, в частности, для Playboy и XXL. В 2013 и 2016 году группа участвовала в украинском национальном отборе на конкурс песни «Евровидение», однако певицам не удалось набрать достаточного количества голосов, чтобы представлять страну на конкурсе.
В марте 2021 года было объявлено о распаде коллектива. Решение было обоюдным и исходило как от участниц группы, так и от продюсера. Обе участницы после закрытия проекта занялись сольными карьерами.

## История
Проект «НеАнгелы» был создан продюсером Юрием Никитиным. Его решение создать коллектив было во многом связано с постепенным спадом популярности группы «ВИА Гра», которая после постоянных замен её участниц утратила свой колорит. В результате на Украине вновь возникла необходимость в создании нового поп-коллектива, исполняющего русскоязычные песни для большей ротации. В состав группы вошли две вокалистки: Виктория из Харькова и Слава из Одессы. Слава, которую до смены имени звали Ольга Кузнецова, попала в коллектив благодаря кастингу, проходившему в 2005 году. Викторию (настоящее имя — Екатерина Смеюха) продюсер заметил на вокальном телепроекте «Шанс», в котором девушка принимала участие под псевдонимом Кайра. Имена участницам придумал сам Юрий Никитин. Изначально он намеревался назвать коллектив «Ангелы», но вскоре понял, что это «слишком претенциозно». Отличительной особенностью группы являлись низкие голоса вокалисток, породившие в СМИ и обществе слухи о том, что вместо девушек поют мужчины, и что сами участницы коллектива являются транссексуалами.
Дебютным синглом группы «НеАнгелы» стала композиция «Ты из тех самых», выпущенная весной 2006 года и имевшая успех в радиочартах. Музыку к песне написала Тория Таль, а текст — Дианна Гольдэ. В конце апреля 2006 года в Киеве прошли съёмки клипа на эту композицию, режиссёром которого выступил Александр Игудин. В июне участницы коллектива появились на обложке журнала Playboy. В июле была выпущена песня «Юра, прости», которая пользовалась успехом. В декабре группа выпустила свой дебютный альбом «Номер один», который разошёлся тиражом в 50 000 экземпляров и получил статус «золотого». В июне 2007 года на Карибских островах прошли съёмки клипа на композицию «Я знаю, это ты» под руководством Алана Бадоева. В декабре режиссёром Семёном Горовым был снят клип на песню «Шуры-муры», в котором главную мужскую роль исполнил украинский актёр и телеведущий Юрий Горбунов. Премьера видео состоялась в январе 2008 года. В августе того же года «НеАнгелы» сняли клип с победительницей «Евровидения-1998» Dana International на песню «I Need Your Love». Режиссёром видео выступил Виктор Скуратовский.
В апреле 2009 года группа представила сингл «Красная шапочка». В мае на эту песню вышел клип, снятый Александром Филатовичем. В октябре Слава и Виктория сыграли куртизанок в мюзикле телеканала «Интер» «Казаки», который был показан в новогоднюю ночь. В декабре состоялись съёмки видео на композицию «Отпусти», которыми руководил Алан Бадоев. В феврале 2010 года состоялась премьера этого клипа на украинских телеканалах. В августе того же года был снят клип на песню «Убей меня». В октябре 2011 года коллектив представил видео на композицию «Киев-Москва», снятое Сергеем Ткаченко. Синглу удалось попасть в первую десятку радиочартов Украины. В апреле 2012 года в Киеве прошли съёмки клипа на песню «Твоя», которая заняла 16 строчку в общегодовом украинском хит-параде Tophit. Осенью того же года «НеАнгелы» совместно со Стасом Костюшкиным и его коллективом A-Dessa записали композицию «Сирень», текст к которой написал Костюшкин, а в ноябре был представлен клип. Песня закрепилась в первой десятке украинских хит-парадов.
В марте 2013 года участницы коллектива вновь снялись для обложки журнала Playboy. 31 мая того же года состоялся первый сольный концерт группы в честь седьмого дня рождения. На этом концерте «НеАнгелы» впервые исполнили два новых трека: «По клеточкам» и «Роман». Официальный релиз сингла «Роман», написанного Юрием Лемчуком и Юрием Остапенко, состоялся 5 июля. 16 июля было представлено видео на эту песню, съёмки которого проходили в городе Батуми (Грузия). Режиссёром клипа выступил Семён Горов, а главную мужскую роль в нём исполнил грузинский актёр Зураб Кипшидзе. Сингл имел весомый успех в хит-парадах Украины и России, а также стал самой запрашиваемой песней в поисковиках iTunes и «Яндекс.Музыка». В 2021 году издание Vesti UA включило композицию «Роман» в список лучших русскоязычных песен Украины за 30 лет, назвав её самой успешной песней группы и «гимном одиноких романтичных женщин». 25 сентября 2013 года на борту фрегата «Гетман Сагайдачный» «НеАнгелы» выступили для военных моряков, презентовав свой второй студийный альбом «Роман». 5 октября в московском клубе Soho Rooms состоялась ещё одна презентация диска. В декабре в честь дня рождения Юрия Никитина участницы коллектива презентовали клип на композицию «По клеточкам». В том же месяце группа участвовала в украинском национальном отборе на конкурс «Евровидение-2014» с песней «Courageous», которую для них написал Александр Бард — участник и основатель проектов Army of Lovers, Vacuum, Gravitonas, BWO (Bodies Without Organs).
В марте 2014 года «НеАнгелы» были номинированы на музыкальную премию YUNA в категории «Лучшая группа», но уступили группе «Океан Ельзи». В августе  того же года коллектив представил видео на композицию «Знаешь». Автором песни, написанной за семь лет до релиза, выступила Тория Таль, а клип снимал Сергей Ткаченко. Сингл возглавлял украинские радиочарты, а клип находился в широкой ротации на музыкальных телеканалах. 20 декабря того же года вышла песня «Мости над Дніпром», в записи которой, помимо «НеАнгелов», приняли участие известные украинские исполнители — Потап, Настя Каменских, Наталья Могилевская, группа «Время и Стекло», Ирина Билык, Alyosha и другие. В феврале 2015 года группа отправилась в клубный концертный тур DANCE ROMANCE TOUR. В марте «НеАнгелы» вновь были номинированы на премию YUNA в категории «Лучшая группа», но победа досталась группе «Скрябин». В мае-июне группа гастролировала по городам Украины с расширенным туром «РОМАН», который включил в себя полуторачасовые живые выступления в сопровождении музыкантов. 17 июля в эфире радиостанции «Люкс FM» состоялась премьера сингла «Сердце», написанного Русланом Квинтой и Виталием Куровским, а 31 июля в центре Киева, возле Оперного Театра, состоялись съёмки клипа под руководством Сергея Ткаченко. В ноябре «НеАнгелы» получили номинацию «Лучшая группа» на первой церемонии награждения M1 Music Awards, но уступили дуэту «Потап и Настя».
В феврале 2016 года «НеАнгелы» приняли участие в национальном отборе Украины на конкурс «Евровидение-2016» с песней «Higher», которую написал Александр Бард совместно со шведскими композиторами Крисом Уэйлом и Андреасом Орном. Коллективу удалось пройти в финал, однако певицы не смогли набрать достаточного количества голосов, чтобы представлять страну на конкурсе, заняв по итогу пятое место. Весной группа отправилась в гастрольный тур под названием «Сердце», приуроченный к десятилетию коллектива, который стартовал 24 марта в Черкассах и завершился 12 мая во «Дворце спорта» в Киеве. На киевском концерте «НеАнгелы» презентовали одноимённый студийный альбом. В конце мая группа представила видеоклип на танцевальный трек «Ты летилетили», написанный Юрко Юрченко. 14 октября коллектив выпустил сингл «Серёжа». 16 декабря состоялась премьера видеоклипа на эту песню, режиссёром которого выступил Сергей Ткаченко. За первый месяц ротации видео набрало более двух миллионов просмотров в YouTube. В январе 2017 года «НеАнгелы» выпустили режиссёрскую версию клипа «Серёжа», в которую вошли ролики, снятые поклонниками коллектива спустя несколько дней после премьеры официального видео.
24 марта 2017 года группа презентовала песню «Точки», которую написал Артём Иванов, а аранжировку сделал Александр Слинченко. В мае на эту композицию вышел клип, снятый Сергеем Ткаченко. В сентябре Слава и Виктория появились на обложке мужского журнала XXL. 10 октября «НеАнгелы» отправились во всеукраинский гастрольный тур SLAVAVICTORIA, посетив 25 городов Украины. В тот же день на концерте в Черкассах в рамках тура коллектив впервые исполнил песню «Это любовь», официальный релиз которой состоялся 20 октября. 11 ноября «НеАнгелы» дали большой сольный концерт во «Дворце спорта» в Киеве, на котором, помимо уже известных песен группы, вокалистки исполнили сольные композиции. 26 декабря состоялась премьера видеоклипа на песню «Это любовь».
15 марта 2018 года группа представила сингл и клип «SlavaVictoria», записанный во время концерта в Национальном дворце искусств «Украина». 14 декабря того же года состоялся релиз лирической композиции «Папа». В том же месяце «НеАнгелы» были представлены в номинации «Лучшая группа» на церемонии M1 Music Awards, но победа досталась группе «Время и Стекло». 14 февраля 2019 года коллектив выпустил мини-альбом SlavaVictoria, в который вошли семь треков. 11 апреля был представлен клип на песню «Удары», написанную Екатериной Офлиян. 19 июля группа представила трек «До и после», слова и музыку к которому написал Леонид Басович. 20 сентября состоялась премьера песни «Заряжается». 3 октября группа выпустила новый альбом «13». В том же месяце стартовал одноимённый всеукраинский гастрольный тур в поддержку пластинки. 12 ноября было представлено лирик-видео на композицию «Скучаю», которую исполнила Слава Каминская совместно с пианистом Евгением Хмарой. 11 декабря состоялся последний концерт в рамках тура «13» в Национальном дворце искусств «Украина» в Киеве. На этом концерте было снято live-видео на песню «Любовь» из альбома «13», премьера которого состоялась 23 марта 2020 года. 28 августа того же года группа выпустила трек «Разорвал», написанный Андреем Уренёвым и Сергеем Ермолаевым.
В марте 2021 года в эфире телеканала «1+1» Слава Каминская заявила о распаде коллектива, который просуществовал 15 лет. Решение было обоюдным и исходило как от участниц группы, так и от продюсера. Юрий Никитин также сообщил, что группа продолжит выступать на частных мероприятиях, однако новых песен, видеоклипов и прочих музыкальных релизов не будет. 16 мая «НеАнгелы» дали последний публичный концерт в зале Freedom Hall в Киеве. Обе участницы после распада группы занялись сольными карьерами.

## Участницы

### Слава
Славу до смены имени звали Ольга Кузнецова (16 июля 1984, Одесса) принимала участие в телевизионном конкурсе «Народный артист», потом вместе с Андреем Скориным (1982, Вышгород), с которым они учились в Киевском национальном университете культуры и искусств, участвовала в 2005 году в реалити шоу «Остров Искушений». В юности занималась акробатикой. Певческий голос — меццо-сопрано.
27 июня 2012 года Слава вышла замуж за киевского бизнесмена Евгения. Однако, спустя год, пара разошлась. 16 июля 2014 года Слава вышла замуж за пластического хирурга Эдгара Каминского и взяла его фамилию. 12 декабря 2014 года у пары родился сын — Леонард, а 6 декабря 2015 года — дочь Лаура. В 2018 году была участницей шоу «Танцы со звёздами», но в связи с травмой спины во время репетиций, ни разу не выйдя на паркет, покинула шоу во втором выпуске.
1 июля 2019 года Слава и Эдгар Каминские развелись.

### Виктория
Викторию до смены имени звали Екатерина Смеюха (род. 13 декабря в 1985 г. в городе Харькове), у неё контральто — низкий женский голос. В 2005 году Виктория принимала участие в вокальном телепроекте «Шанс», после выступала как сольная певица под псевдонимом Кайра.

## Дискография
| №   | Название              | Длительность |
| --- | --------------------- | ------------ |
| 1.  | «Ты из тех самых»     | 3:18         |
| 2.  | «Танцуй со мной»      | 3:31         |
| 3.  | «Я знаю, это ты»      | 3:33         |
| 4.  | «Только люби»         | 3:59         |
| 5.  | «Диско»               | 3:38         |
| 6.  | «Сто одиноких свечей» | 3:28         |
| 7.  | «Перелётные птицы»    | 3:39         |
| 8.  | «Прощай, любимый мой» | 3:36         |
| 9.  | «Чарами»              | 3:38         |
| 10. | «Boy»                 | 2:54         |
| 11. | «Юра, прощай»         | 3:38         |

| №   | Название                 | Длительность |
| --- | ------------------------ | ------------ |
| 1.  | «По клеточкам»           | 3:46         |
| 2.  | «Твоя»                   | 3:32         |
| 3.  | «Киев-Москва»            | 3:24         |
| 4.  | «Красная Шапочка»        | 2:53         |
| 5.  | «Роман»                  | 4:11         |
| 6.  | «Только бы ты был»       | 3:05         |
| 7.  | «Убей меня»              | 3:29         |
| 8.  | «Играть с любовью»       | 2:31         |
| 9.  | «Отпусти»                | 4:05         |
| 10. | «Сирень (Feat. A-DESSA)» | 3:27         |
| 11. | «Просто скажи»           | 3:23         |

| №   | Название                                       | Длительность |
| --- | ---------------------------------------------- | ------------ |
| 1.  | «Higher»                                       | 3:00         |
| 2.  | «По клеточкам»                                 | 3:46         |
| 3.  | «Твоя»                                         | 3:32         |
| 4.  | «Ты из тех самых»                              | 3:20         |
| 5.  | «Сердце»                                       | 4:05         |
| 6.  | «Ревную»                                       | 3:29         |
| 7.  | «Я так скучаю»                                 | 3:28         |
| 8.  | «Роман (Acoustic Version)»                     | 4:08         |
| 9.  | «Знаешь»                                       | 3:21         |
| 10. | «Юра, прощай»                                  | 3:39         |
| 11. | «Отпусти»                                      | 4:05         |
| 12. | «Сирень (feat. A-Dessa) (remix)»               | 3:21         |
| 13. | «Я знаю, это ты»                               | 3:33         |
| 14. | «I need a man (I need your love Version 2015)» | 3:21         |
| 15. | «С днём рождения»                              | 3:12         |

| №  | Название          | Длительность |
| -- | ----------------- | ------------ |
| 1. | «Это любовь»      | 3:38         |
| 2. | «Серёжа»          | 3:14         |
| 3. | «Хорошо»          | 3:36         |
| 4. | «Точки»           | 3:30         |
| 5. | «Горький шоколад» | 2:57         |
| 6. | «Ты летилетили»   | 4:04         |
| 7. | «SlavaVictoria»   | 3:31         |

| №   | Название                     | Длительность |
| --- | ---------------------------- | ------------ |
| 1.  | «Любовь»                     | 2:52         |
| 2.  | «Заряжается 🄴»               | 3:03         |
| 3.  | «Удары»                      | 3:55         |
| 4.  | «Освободи»                   | 4:14         |
| 5.  | «До и после»                 | 3:23         |
| 6.  | «Папа»                       | 4:10         |
| 7.  | «Скучаю (ft. Евгений Хмара)» | 3:32         |
| 8.  | «Хочешь»                     | 3:23         |
| 9.  | «Счастье»                    | 3:43         |
| 10. | «Волна»                      | 3:02         |
| 11. | «Небо»                       | 3:48         |
| 12. | «Время»                      | 3:34         |
| 13. | «Папа (Orcherstral version)» | 5:29         |

## Видеография
| Год  | Клип                                          | Режиссёр                                        |
| ---- | --------------------------------------------- | ----------------------------------------------- |
| 2006 | «Ты из тех самых»                             | Александр Игудин                                |
| 2006 | «Юра, прости»                                 | Александр Филатович                             |
| 2007 | «Boy»                                         | Евгений Тимохин                                 |
| 2007 | «Я знаю, это ты»                              | Алан Бадоев                                     |
| 2008 | «Шуры-муры»                                   | Семён Горов                                     |
| 2008 | «I Need Your Love» (feat. Dana International) | Виктор Скуратовский                             |
| 2009 | «Красная шапочка»                             | Александр Филатович                             |
| 2010 | «Отпусти»                                     | Алан Бадоев                                     |
| 2010 | «Убей меня»                                   | Сергей Ткаченко                                 |
| 2011 | «Только бы ты был»                            | Дмитрий Перетрутов                              |
| 2011 | «Киев-Москва»                                 | Сергей Ткаченко                                 |
| 2012 | «Твоя»                                        | Сергей Ткаченко                                 |
| 2012 | «Сирень» (feat. A-Dessa)                      | Олег Борщевский                                 |
| 2013 | «Роман»                                       | Семён Горов                                     |
| 2013 | «По клеточкам»                                | Тарас Воробец                                   |
| 2014 | «Знаешь»                                      | Сергей Ткаченко                                 |
| 2015 | «Сердце»                                      | Сергей Ткаченко                                 |
| 2016 | «Ты летилетили»                               | Сергей Ткаченко, Val Voronenko, Виталий Правдин |
| 2016 | «Серёжа»                                      | Сергей Ткаченко                                 |
| 2017 | «Точки»                                       | Сергей Ткаченко                                 |
| 2017 | «Это любовь»                                  | Сергей Ткаченко                                 |
| 2018 | «SlavaVictoria»                               | PicOi! live production                          |
| 2019 | «Удары»                                       | Сергей Ткаченко                                 |
| 2020 | «Любовь» (Official live video)                | нет данных                                      |

## Признание

### Награды
| Год  | Премия                        | Категория                                   | Результат |
| ---- | ----------------------------- | ------------------------------------------- | --------- |
| 2006 | Радио «Шарманка»              | «Золотая шарманка» (за песню «Юра, прости») | Победа    |
| 2006 | Песня года телеканала Интер   | «Песня года» (за песню «Юра, прости»)       | Победа    |
| 2013 | Песня года телеканала Интер   | «Песня года» (за песню «Роман»)             | Победа    |
| 2014 | YUNA                          | «Лучшая группа»                             | Номинация |
| 2015 | YUNA                          | «Лучшая группа»                             | Номинация |
| 2017 | Музыкальная Платформа         | за песню «Серёжа»                           | Победа    |
| 2017 | «tochka.net»                  | «Лучшая группа года».                       | Номинация |
| 2018 | Премия «Viva! Самые красивые» | «Самая красивая женщина года»               | Номинация |

### Чарты
| Год  | Название                                      | Чарты                               | Чарты                              | Чарты                                       | Чарты                               | Чарты                             | Чарты                           | Чарты                               | Альбом     |
| Год  | Название                                      | Россия и СНГ (TopHit Общий Топ-100) | Россия (TopHit Московский Топ-100) | Россия (TopHit Санкт-Петербургский Топ-100) | Украина (TopHit Украинский Топ-100) | Украина (TopHit Киевский Топ-100) | Радиочарт по заявкам TopHit 200 | Россия и СНГ (TopHit Общий годовой) | Альбом     |
| ---- | --------------------------------------------- | ----------------------------------- | ---------------------------------- | ------------------------------------------- | ----------------------------------- | --------------------------------- | ------------------------------- | ----------------------------------- | ---------- |
| 2006 | «Ты из тех самых»                             | 158                                 | -                                  | -                                           | 80                                  | 168                               | 104                             | -                                   | Номер один |
| 2006 | «Юра, прости»                                 | 100                                 | -                                  | -                                           | 52                                  | 225                               | 54                              | -                                   | Номер один |
| 2007 | «Я знаю, это ты»                              | 256                                 | -                                  | -                                           | 142                                 | 202                               | 302                             | -                                   | Номер один |
| 2008 | «I Need Your Love» (feat. Dana International) | -                                   | -                                  | -                                           | -                                   | 85                                | -                               | -                                   | TBA        |
| 2009 | «Красная шапочка»                             | -                                   | -                                  | -                                           | -                                   | 38                                | -                               | -                                   | Роман      |
| 2010 | «Отпусти»                                     | 74                                  | -                                  | -                                           | 161                                 | 12                                | -                               | -                                   | Роман      |
| 2011 | «Только бы ты был»                            | 209                                 | -                                  | -                                           | 116                                 | 174                               | 187                             | -                                   | Роман      |
| 2011 | «Киев-Москва»                                 | 104                                 | -                                  | -                                           | 40                                  | 54                                | -                               | -                                   | Роман      |
| 2012 | «Твоя»                                        | 84                                  | 137                                | -                                           | 2                                   | 3                                 | 76                              | -                                   | Роман      |
| 2012 | «Сирень» (feat. A-Dessa)                      | 61                                  | 136                                | -                                           | 3                                   | 5                                 | 15                              | -                                   | Роман      |
| 2013 | «Роман»                                       | 52                                  | 127                                | -                                           | 2                                   | 1                                 | 64                              | -                                   | Роман      |
| 2013 | «По клеточкам»                                | 133                                 | -                                  | -                                           | 47                                  | 27                                | 46                              | -                                   | Роман      |
| 2014 | «Знаешь»                                      | 75                                  | -                                  | -                                           | 1                                   | 1                                 | 26                              | -                                   | Сердце     |
| 2015 | «Сердце»                                      | -                                   | -                                  | -                                           | -                                   | 38                                | -                               | -                                   | Сердце     |
| 2016 | «Серёжа»                                      | 153                                 | -                                  | -                                           | -                                   | -                                 | 143                             | -                                   | TBA        |
| 2017 | «Отпусти» (Криницын & Правда Remix)           | 206                                 | -                                  | -                                           | -                                   | -                                 | -                               | -                                   | TBA        |
| 2017 | «Точки»                                       | 163                                 | -                                  | -                                           | -                                   | -                                 | -                               | -                                   | TBA        |